# St. Laurentius (Zell)

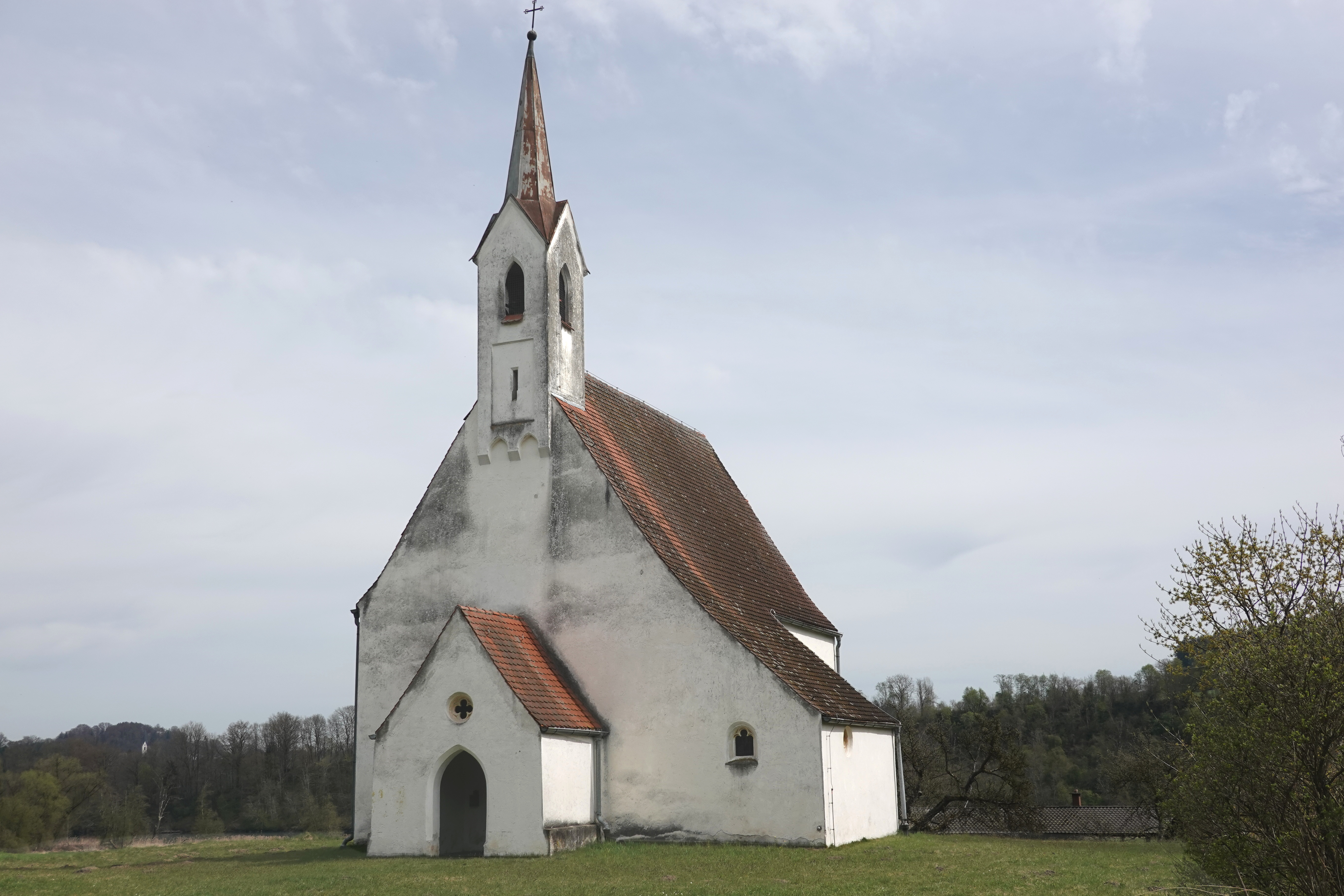
St. Laurentius in Zell

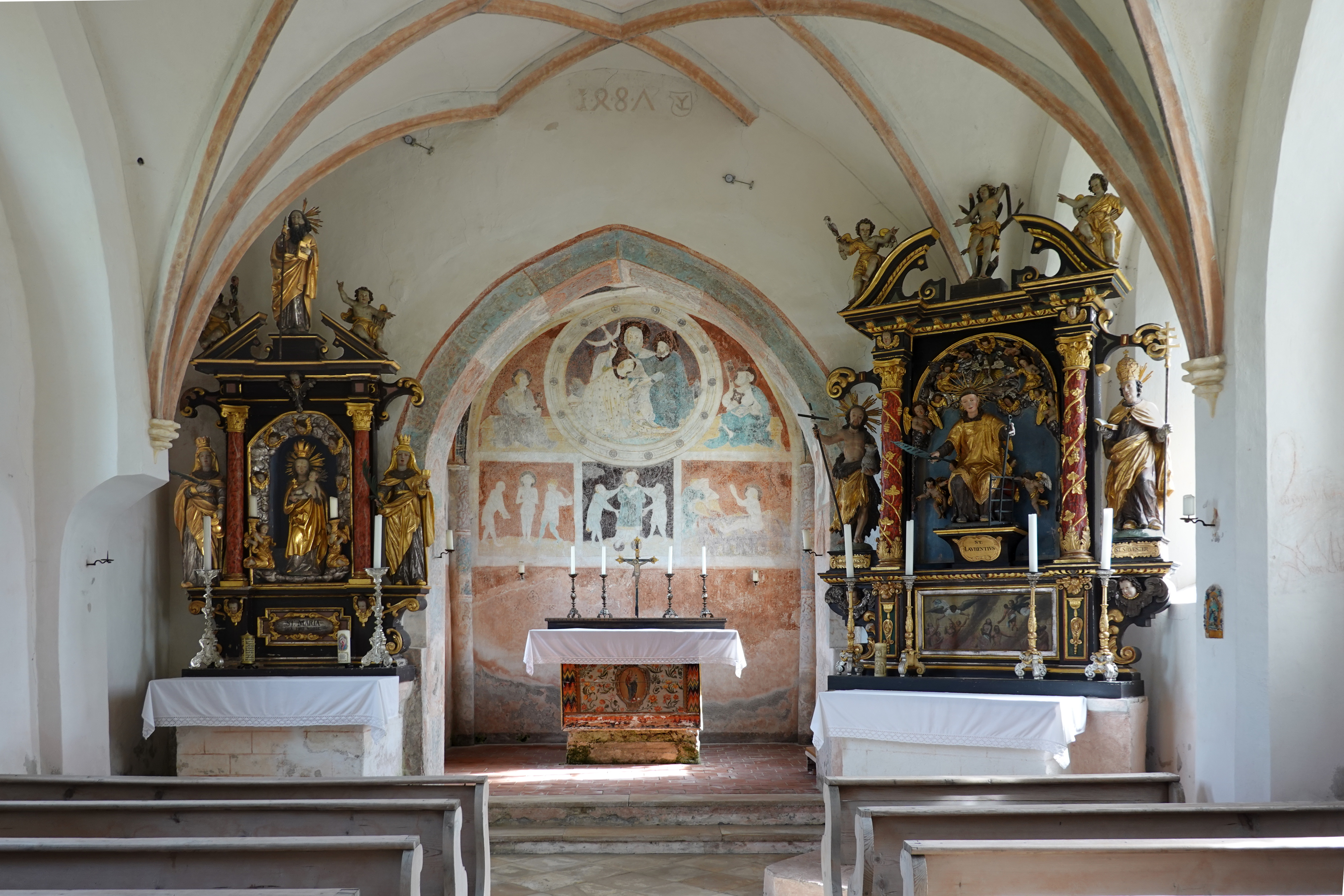
Innenraum

Die römisch-katholische Filialkirche St. Laurentius steht in Zell, einem Gemeindeteil von Soyen im oberbayerischen Landkreis Rosenheim. Sie ist in der Liste der Baudenkmäler in Soyen unter der Nummer D-1-87-176-32 eingetragen. Die Kirche gehört zum Dekanat Rosenheim im Erzbistum München und Freising.

## Beschreibung
Die Saalkirche besteht aus dem 1487 erbauten spätgotischen Langhaus mit einer Sakristei unter dem Schleppdach und dem eingezogenen rechteckigen Chor im Osten, der im Kern älter ist. Das Langhaus ist mit einem asymmetrischen, auf Kragsteinen über versetzt stehenden Wandpfeilern aufliegenden Netzgewölbe überspannt, der Chor mit einem Kreuzgratgewölbe. Aus dem Satteldach des Langhauses erhebt sich über dem Giebel im Westen ein neugotischer Dachreiter, der den Glockenstuhl mit zwei Glocken enthält und der mit einem spitzen Helm bedeckt ist.
An der Stirnwand des Chors sind in den 1950er-Jahren freigelegte Fresken zu sehen, die auf das 15. Jahrhundert datiert werden; sie zeigen das Martyrium des Kirchenpatrons, des heiligen Laurentius, und die Krönung Mariens. Der ehemalige barocke Hochaltar mit einer Sitzstatue des heiligen Laurentius im Retabel, die von Skulpturen Johannes des Täufers und des heiligen Silvester flankiert wird und im Auszug eine Skulptur des heiligen Sebastian enthält, steht jetzt rechts am Chorbogen, um den Blick zu den Fresken freizugeben. Das Gemälde in der Predella des Hochaltars stellt die Armen Seelen dar, die nach dem Himmel streben.  Links vom Chorbogen steht ein zweiter barocker Seitenaltar mit einer Statue der Madonna mit Kind in der Mitte, daneben Figuren von zwei weiblichen Heiligen, rechts Katharina und links Margareta. Im Altarauszug steht der Apostel Thomas mit Lanze und Buch als Attribute.